# Maia Mitchell
Maia Mitchell (ur. 18 sierpnia 1993 w Lismore) – australijska aktorka i piosenkarka, która grała m.in. w serialach Mortified, Trapped i The Fosters. Zagrała również w filmie Disney Channel Teen Beach Movie i jego sequelu.

## Wczesne życie
Mitchell urodziła się w Lismore, w stanie Nowa Południowa Walia. Jej ojciec, Alex, jest kierowcą taksówki, natomiast jej matka, Jill, pracuje w systemie edukacji. Mitchell ma młodszego brata Charliego. Maia Mitchell gra na gitarze, co często jest demonstrowane w serialach i filmach, w których występuje. Nauczyła się grać, gdy była jeszcze dzieckiem. Uczęszczała do Trinity Catholic College w Lismore.

## Kariera
Mitchell rozpoczęła swoją karierę występując w szkolnych przedstawieniach oraz w produkcjach lokalnego teatru. Została odkryta przez agencję młodych talentów i w wieku 12 lat dostała rolę Brittany Flune w australijskim serialu dziecięcym Mortified. Mortified zakończył się po dwóch sezonach i łącznie miał 26 odcinków. Produkcja trwała od 30 czerwca 2006 do 11 kwietnia 2007. Z powodu jej sukcesu w Mortified, zagrała również w australijskim serialu Trapped jako Nastasha Hamilton.
Jej gra aktorska została zauważona również przez Disney Channel i jej pierwszą rolą w amerykańskiej telewizji była rola w serialu Jessie. Następnie miał miejsce jej filmowy debiut, główna rola w filmie Disney Channel Teen Beach Movie. Występuje w serialu ABC Family The Fosters jako jedna z głównych postaci, Callie Jacob.

## Filmografia
| Rok       | Tytuł                      | Rola                | Uwagi                      |
| --------- | -------------------------- | ------------------- | -------------------------- |
| 2006–2007 | Mortified                  | Brittany Flune      | serial, główna obsada      |
| 2008–2009 | Trapped                    | Natasha Hamilton    | serial, główna obsada      |
| 2009      | K-9                        | Taphony             | serial, 1 odcinek          |
| 2011      | Castaway                   | Natasha Hamilton    | serial, główna obsada      |
| 2011      | Zombies and Cheerleaders   | Claire              | Niesprzedany pilot serialu |
| 2013–2014 | Jessie                     | Shaylee Michaels    | serial, 2 odcinki          |
| 2013–2018 | The Fosters                | Callie Adams Foster | serial, główna obsada      |
| 2013      | Fineasz i Ferb             |                     | serial, 1 odcinek          |
| 2013      | Teen Beach Movie           | McKenzie            | film Disney Channel        |
| 2013      | After the Dark             | Beatrice            | film                       |
| 2014      | Jake i piraci z Nibylandii | Wendy Darling       | serial, 1 odcinek          |
| 2015      | Teen Beach 2               | McKenzie            | film Disney Channel        |
| 2019–2024 | Good Trouble               | Callie Adams Foster | serial, główna obsada      |
| 2023      | The Artful Dodger          | Belle Fox           | serial, główna obsada      |
| 2025      | Until Dawn                 | Melanie             | film                       |

## Nagrody i nominacje
| Rok  | Nagroda            | Kategoria                     | Praca        | Wynik | Źródło                |
| ---- | ------------------ | ----------------------------- | ------------ | ----- | --------------------- |
| 2013 | Teen Choice Awards | Choice Summer TV Star: Female | The Fosters  |       | [ 11 ]                |
| 2014 | Teen Choice Awards | Choice TV Actress: Drama      | The Fosters  |       | [ potrzebny przypis ] |
| 2015 | Teen Choice Awards | Choice TV Actress: Drama      | The Fosters  |       | [ potrzebny przypis ] |
| 2015 | Teen Choice Awards | Choice Summer TV Star: Female | Teen Beach 2 |       | [ potrzebny przypis ] |

## Dyskografia
- Teen Beach Movie (Ścieżka dźwiękowa)[12]
- Teen Beach 2 (Ścieżka dźwiękowa)[13]